# Kooperationskultur
Die Kooperationskultur einer Organisation ist ein Teilbegriff der Organisationskultur und beschreibt das Bewusstsein, die Fähigkeit und die Bereitschaft einer Organisation und ihrer Mitglieder, in partnerschaftlicher Zusammenarbeit mit anderen Organisationen, basierend auf gemeinsamen Normen und Werten, Problemlösungen zu erarbeiten und umzusetzen.
Der Begriff Kooperationskultur umfasst also Normen, Werte und Verhaltensweisen.

## Bedeutung der Kooperationskultur und ihrer Teilaspekte
Das Vorhandensein vergleichbarer Kooperationskulturen ist eine wesentliche Voraussetzung für erfolgreiche Kooperationen zwischen Organisationen. Nur wenn alle Beteiligten kooperieren wollen, können und dürfen, können übermäßige Reibungsverluste in der Zusammenarbeit vermieden und die gemeinsamen Ziele realisiert werden.
Spezialisierte Kooperationsberater haben für den Abgleich der Kooperationskultur in Organisationen sowie für die Entwicklung einer gemeinsamen Ausformulierung Instrumente entwickelt (Kooperations-Check, Kooperations-Leitbild, …), die sich in der Regel in drei Kategorien aufteilen: Fundamentale, Strategische und Kulturelle Übereinstimmung (Fit). Auch wenn die Trennung dieser Kategorien nicht immer eindeutig ist, erscheinen sie zur Aufteilung der wesentlichen Kooperationsvoraussetzungen durchaus sinnvoll und sollen auch hier kurz beleuchtet werden.
- Der Fundamentale Fit umfasst vor allem den Aspekt Bereitschaft. Insbesondere grundlegende Organisationsausprägungen wie Größe, Historie, Leistungsspektrum müssen auf ihre Kompatibilität abgefragt werden. Zudem müssen die erforderlichen rechtlichen und organisatorischen Rahmenbedingungen (z. B. Entscheidungsbefugnisse der in die Kooperation involvierten Personen) vorhanden sein oder geschaffen werden können.
- Zum Strategischen Fit zählen das Vorhandensein von strategischen Kooperationszielen sowie eine kongruente Interpretation der formulierten Ziele, das notwendige Management-Know-how um die Ziele auch in den Aufbau einer strategischen Kooperation umsetzen und verfolgen zu können (Fähigkeit, Können). Unabdingbar ist es, dass eine Organisation sowohl um ihre Kernkompetenzen und Stärken, als auch um ihre Schwächen weiß und dass alle Partner sich auf Arbeitsweisen, Arbeitstempo und Verantwortlichkeiten in der Kooperation einigen können. In Unternehmen zählen darüber hinaus auch Aspekte wie die Positionierung am Markt und der Umgang mit Wettbewerbern zu den Untersuchungsgegenständen, die sowohl dem Strategischen als auch dem Kulturellen Fit zugeordnet werden können.
- Der Kulturelle Fit beinhaltet die im Hinblick auf die Kooperationskultur entscheidenden Fragestellungen. Da der Begriff Kultur als solcher kaum messbar ist, werden in der Regel Verhaltensausprägungen ermittelt, die sich auf die Themen Kommunikation, Führung und Offenheit fokussieren. Die Fähigkeit zu delegieren, die Arbeit in Teams, das Vorhandensein und die Inhalte von Organisationsleitbildern sind Kriterien, die herangezogen werden. Auch bisherige Kooperationserfahrungen bilden eine Informationsquelle für Annahmen über Einstellungen und Verhaltensweisen, ebenso wie Risikoeinschätzungen und Erwartungen bezüglich Kooperationen.